# Atletisme als Jocs Olímpics d'Estiu de 1904 - 1.500 metres masculins
La prova dels 1.500 metres masculins va ser una de les proves disputades durant els Jocs Olímpics de Saint Louis de 1904. La prova es va disputar el 3 de setembre de 1904 i hi van prendre part 9 atletes de tres nacions diferents.

## Medallistes
| Or            | Plata          | Bronze      |
| Jim Lightbody | William Verner | Lacey Hearn |

## Rècords
Aquests eren els rècords del món i olímpic (en segons) que hi havia abans de la celebració dels Jocs Olímpics de 1904.
| Rècord del Món | 4' 06,2" (*)(**) | Charles Bennett | París (FRA) | 15 de juliol de 1900 |
| Rècord Olímpic | 4' 06, 2" (**)   | Charles Bennett | París (FRA) | 15 de juliol de 1900 |

(*) no oficial
(**) Aquest rècord es va fer en un estadi amb una pista de 500 metres de circumferència.
Jim Lightbody va establir un nou rècord olímpic i un nou rècord del món, no oficial, amb 4' 05,4".

## Resultats
Jim Lightbody va guanyar amb claredat la cursa, amb més d'un segon respecte l'immediat perseguidor. El temps obtingut suposà un nou rècord olímpic i del món (no oficial). Ell mateix, dos dies abans, havia obtingut la victòria en la prova dels 800 metres, i quatre dies abans en la dels 2.590 metres obstacles. Es desconeix el temps de la gran major part de participants en la cursa.
| Posició | Atleta           | Temps       |
| ------- | ---------------- | ----------- |
| Or      | Jim Lightbody    | 4' 05,4" OR |
| Plata   | William Verner   | 4' 06,8"    |
| Bronze  | Lacey Hearn      | desconegut  |
| 4       | David Munson     | desconegut  |
| 5       | Johannes Runge   | desconegut  |
| 6       | Peter Deer       | desconegut  |
| 7       | Howard Valentine | desconegut  |
| 8       | Harvey Cohn      | desconegut  |
| 9       | Charles Bacon    | desconegut  |

OR:Rècord Olímpic